# 플라비오
플라비오(이탈리아어: Flavio, re di Longobardi:플라비오, 롱고바르디의 왕)는 헨델이 작곡한 3막의 오페라이다. 이탈리아어 대본은 마테오 모리스의 "Il Flavio Cuniberto."를, 니콜라 프란체스코 하임이 기초하여 작성되었다. 이 작품은 Royal Acamedy of Music을 위한 헨델의 4번째 오페라이다. 이 작품은 1723년 5월 14일 런던의 국왕 극장에서 초연이 있은 후, 1732년 4월 18일에 재개정 판본의 초연이 있었다. 그 후로 재발견되어, 1969년 7월 2일 괴팅겐에서 재공연될 때까지 더 이상의 리바이벌이 없었다.

## 주요 배역
- 플라비오 - 잉글랜드와 롱고바르디의 왕 (알토 카스트라토)
- 우고네 - 플라비오의 고문 (테너)
- 로타리오 - 플라비오의 고문 (베이스)
- 에밀리아 - 로타리오의 딸 (소프라노)
- 귀도 - 우고네의 아들, 기사 (소프라노)
- 테오다타 - 우고네의 딸 (메조소프라노)
- 비티게 - 왕의 부관, 테오다타의 연인 (알토 카스트라토)

## 줄거리
- 해가 뜨기전 롱고바르디

롱고바르디 지역은 잉글랜드의 왕인 플라비오왕에 의해 지배된다. 그는 두 명의 고문인, 우고네와 로타리오가 있다. 우고네의 아들은 가장 나이 어린 기사인 귀도로 그날 로사리오의 딸인 고귀한 에밀리오와 결혼하게 된다. 우고네는 역시 딸이 있는데, 사랑스러운 테오다타이다. 우고네는 처녀로 쓸쓸한 독신 생활을 피하기 위해 딸이 궁정의 시녀 자리를 찾기를 바란다. 그는 딸이 이미 비밀리에 연인을 가지고 있다는 것을 모른다. 그는 비티게로 왕의 부관이다. 오페라는 그와 등장과 함께 시작한다.

### 1막
- 아고네의 집앞

테오다테의 실내로 들어간 비티게는 해가 밝하져 그의 존재가 드러나기 전에 두 연인은 아름다운 이중창으로 작별의 인사를 한다. ("Ricordati, mio ben…")
- 로타리오의 조명 장식된 집회장

귀도의 에밀리아의 결혼은 신부 아버지인 로타리오의 집에서 오로지 가까운 친척만이 참석한 가운데서 거행된다. 신부와 신랑은 그들의 축복의 노래를 부르고, 저녁의 결혼 피로연이 있을 때까지 떨어져있는다.
- 왕의 성

우고네는 그의 딸 테오다테를 왕께 알현하고, 그녀가 왕의 서비스에 들어가길 원한다고 말한다. 플라비오는 그것보다 더한 것을 원한다. 그는 테오다타의 아름다움에 반하고, 신속히 그녀를 자신의 아내, 에르넬린다의 시녀로 배정한다.
로타리오는 왕을 결혼 축하연에 초대한다. 그 시점에서 플라비오는 나이로 노쇠한 잉글랜드의 총독인 나르세테에게서, 이제 관직에서 물러나길 원한다는 편지를 받는다. 플라비오의 첫 번째 반응은 아직 한창인 로타리오를 임명하는 것이다. 로타리오는 이미 명예스러운 임명을 기대에, 사치스런 생활을 시작하였다. 그러나 플라비오는 우고네를 대신 임명하고, 이 방법으로 그녀의 아버지가 새로운 열정에 힘쏟느라, 자신이 테오다타를 구애함에 있어 어떠한 방해없기를 바란다. 로타리오느 그가 밀려났다는 것만 알고, 분노로 펄펄 끊은채로 사라진다.
플라비오는 환희에 가득차 테오다타의 아름다움에 대해 그의 부관에게 말한다. 그녀와 자신과의 관계를 숨기기 위해서, 비티게는 그녀는 당신의 눈을 즐겁게 하지 못한다고 더듬거리며 말하지만, 플라비오는 계속해서 그녀를 칭송한다.
- 성의 안뜰

우고네는 그의 아들 쪽으로 넘어진다. 로타리오가 시기심에 동료이자 사돈인 그의 뺨을 때려서, 그의 뺨은 일격으로 화끈 달아올랐다. 기사의 명예 지침에는 그가 이 모욕을 되갚아야하나, 우고네는 너무 늙어서 칼을 들고 싸울 수가 없다. 그는 아들에게 대신 결투를 요청하고, 그에 따라 귀도는 아버지를 위한 자신의 의무와 이제 막 혼례를 치른 에밀리아를 향한 그의 사랑사이에서 비극적인 충돌에 던져지게 된다. 그는 곧 그의 가족의 명예를 수호하기 위하여 자랑스레 그의 결정을 외친다. 에밀리아는 등장한다. 그녀는 왜 귀도가 그녀와 영원한 맹세로부터 날아가려고 하는지 이해하지 못한다. 그러나 왜 그가 갑자기 이렇게 다른지?* an "Amante stravagante"?

## 2막
- 궁의 집회장

플라비오는 테오다테에게 구애한다. 오고네는 안으로 달려와, 너무 비통스러워 조리있게 말하지 못한다. 플라비오는 그를 딸에게 남겨둔다. 우고네는 이제 가족 명예의 손상에 관해서 정신없이 외친다. 테오다테는 그녀와 비티게의 관계가 밝혀졌다고 생각고, 눈물을 지으며 고백한다. 우고네는 운명에 의해 가혹하게 지배되었음을 깨닫는다. 이제는 그녀의 딸 역시 불명예스럽게 되었다.
- 로타리오의 집

에밀리아의 아버지는 더 이상 그의 딸이 그가 증오하는 라이벌의 아들에게 빼앗기지 않길 바라는 마음에, 딸에게 갑작스레 그녀의 결혼식은 무익하며 무효라고 말한다. "만약 그가 너의 사랑을 간청한다면 그에게 너는 더 이상 그를 사랑하지 않는다고 말해라"라고 딸에게 명령한다. 귀도는 경기의 상대자를 찾아서 에밀리아에게 잠시 동안 그를 떠나있으라고 요청한다. 그녀는 그럴 생각이나, "그럼 뭐지"라고 노래를 말한다. 귀도는 자신의 사랑의 결합이 산산히 부서지는 것에, "그럼 뭐지?"라고 노래부른다.
- 왕의 궁전

사랑의 열병을 앓는 왕은 그의 부관에게 그가 사랑하는 이를 데려오길 명령한다. 비티게는 그의 불행한 임무를 테오다테에게 고백하고, 테오다테는 아버지가 비밀 결혼을 알았다고 그에게 말한다. 어떻게 될지? 그 커플은 잠시 동안 왕을 보류하기로 결정한다. 비티게는 그를 위해서 그녀의 사랑을 간청하는 것처럼 꾸며야하고, 테오다테는 그걸 받아들이는 체 할 생각이다.
- 로타리오 집 안뜰

귀도는 로타리오에게 결투를 신청한다. 경험많은 전사는 그 절음이의 어리석음을 코웃음치지만, 그는 지고만다. 에밀리아는 아버지가 피투성이임을 발견하고, 그는 귀도를 살해자로 이름대고, 죽게 된다. 절망에 가득차 에밀리아는 복수를 맹세한다. '그러나 누굴 내가 벌줘야하지? 나의 사랑?" 2막은 그녀의 애도로 끝을 맺는다.

### 3막
- 궁전안 집회장

에밀리아와 우고네는 심판을 위해 왕에게 성가시게 조른다. 그는 그의 아버지의 죽음으로 사형을 요구하나, 우고네는 아들을 살려달라고 간청한다. 이 사건에 질린 플라비오는 생각할 시간을 달라고 부탁하고, 그들을 보낸다. 이제 비티게가 테오다테와 들어온다.
플라비오는 그녀를 보고선 할말을 잃게 되자, 비티게에게 그의 구애를 위임한다. 비티게에게는 당연히 이는 다소 성의없는 일이 돼버렸다. 그러자 플라비오는 직접 구애하기로 한다. 그는 테오다테를 "나의 왕비"라고 부르고, 재빨리 그녀를 그의 침실로 안내하자, 비티게의 심장은 질투의 "성난 바다"가 되었다.
에밀리아는 아버지와 탈주한 그녀의 귀도로 슬퍼하지만, 다시 인정사정없는 복수를 맹세한다. 귀도가 나타나서, 그녀가 자신을 죽일 수 있게 칼을 건네준다. 에밀리아는 그걸 받아들이지만, 떨어뜨린채로 가만히 나둔다. 귀도는 사랑의 신에게 도움을 간청한다.
비티게와 테오다테는 말타툼을 한다. 그들은 질투로 왕의 알짱거림에서 너무 멀리 갔고, 게임을 심각하게 되도록 만들었다고 서로를 비난한다. 그들은 플라비오가 들어와서 모든 것을 들었다는 것을 발견했지만, 이미 너무 늦었다. 죄를 깊이 뉘우치며, 그들은 연인이였다고 시인한다. 플라비오는 심장이 무너지는 듯하다.
귀도는 들어와 만약 에밀리아가 여전히 그의 행동으로 그를 미워한다면, 왕이 그에게 사형을 내려달라고 빈다. 이제 우고네가 그가 집에서 아들이 그 결투를 하라고 자극했다고 고백한다. 플라비오는 솔로몬의 지혜가 판결을 내리기 위해 필요하다는 것을 깨닫는다. 그는 왕의 책임감을 인식함에 따라 용기를 가지고, 에밀리아를 불러오라고 한다. 그는 귀도에게 몸을 숨기고, 앞으로 일어나는 일을 듣고 있으라고 한다. 그리고 왕은 에밀리아에게 그녀가 요청해온 대로 귀도를 사형에 처했다고, 그의 머리를 바로 저기서 보게 될 것이라 말한다. 그녀는 거부하고, 무릎을 꿇고, 귀도가 없으면 자신의 삶도 무의미하다고, 자신도 죽여달라고 간청한다. 귀도는 숨어있던 장소에서 달려나오고, 그녀는 거의 기쁨으로 졸도한다. 그들의 최조의 이중창에서 그는 용서를 구한다 "나의 죄책감"은 명예의 빚"이고, 그녀는 애도의 기간을 요청한다.
이제 플라비오의 처벌이 낭동되었다. 왕을 속인 비티게는 자신의 눈을 즐겁게 하지 못한 그 처녀와 결혼해야한다. 결투를 명령한 우고네는 잉글랜드로 사라질 것이다. 총독으로, 그리고 그의 사위를 인정해야한다. 그들 모두는 왕에게 감사한다. 화해 후에, 그들은 노래를 부르고 기쁨이 합창으로 오페라는 막을 내린다.

## 공연 역사
이 작품은 1723년 5월 14일 런던의 King's Theartre에서 첫공연이 이루어졌고, 1732년 4월 18일에 재상연이 되었다. 그 후로 재발견될 때까지 더 이상의 공연은 없었고, 1969년 7월 2일 괴팅겐에서 재상연되었다.

## 참고 문헌
'The New Grove Dictionary of Opera중에서 Flavio로 Anthony Hicks 작성, Stanley Sadie 편집 (런던, 1992) ISBN 0-333-73432-7